# کیتیمت
کیتیمت (به انگلیسی: Kitimat) شهری در استان بریتیش کلمبیای کانادا است که در منطقه نورث کوست واقع شده و بخشی از ناحیه کیتیمت ـ استیکین است.

## خصوصیات
شهر کیتیمت ۲۴۲٫۶۳ کیلومترمربع مساحت و ۸٬۳۳۵ نفر جمعیت دارد و ۴۰ متر بالاتر از سطح دریا واقع شده‌است.